# KBO 올스타전
KBO 올스타전(KBO All-Star Game)은 시즌 전반기와 후반기 사이에 열리는 경기이다. 1982년 프로야구 초창기부터 열리기 시작했으며, 팬들의 투표로 뽑힌 선수들을 중심으로 두 팀으로 나뉘어 경기를 한다. 2009년을 기준으로 총 44명의 선수가 이 대회에 출전하고 있으며, KBO는 1998년부터 인터넷을 이용한 팬투표를 실시하고 있다. 본 명칭은 한국프로야구 올스타전이었으나 KBO의 브랜드 아이덴티티 통합 작업에 따라 2015시즌부터 KBO 올스타전이라는 새로운 명칭을 사용하게 되었다.

## 역대 전적

### 1982년 ~ 1990년
- 1982년 - 2승 1패로 동군 우승
  - 1차전 (7월 1일 부산 구덕 구장) 서군 승리 - 서군 5 : 1 동군(전날 야간조명 설치가 완공된 뒤 첫 야간경기)
  - 2차전 (7월 3일 광주 무등 구장) 동군 승리 - 동군 11 : 6 서군
  - 3차전 (7월 4일 서울 동대문 구장) 동군 승리 - 서군 5 : 10 동군
- 1983년 - 1승 1패로 무승부
  - 1차전 (6월 30일 대구 구장) 서군 승리 - 서군 2 : 1 동군
  - 2차전 (7월 3일 인천 구장) 우천으로 인해 경기 취소가 됨.
  - 3차전 (7월 4일 서울 잠실 구장) 동군 승리 - 서군 1 : 5 동군
- 1984년 - 2승 1패로 동군 우승
  - 1차전 (6월 24일 서울 잠실 구장) 동군 승리 - 동군 2 : 0 서군
  - 2차전 (6월 26일 대전 구장) 동군 승리 - 서군 1 : 7 동군
  - 3차전 (6월 27일 인천 구장) 서군 승리 - 동군 2 : 4 서군
- 1985년 - 2승 1패로 동군 우승
  - 1차전 (6월 23일 서울 잠실 구장) 동군 승리 - 서군 0 : 4 동군
  - 2차전 (6월 25일 광주 무등 구장) 동군 승리 - 동군 5 : 1 서군
  - 3차전 (6월 26일 부산 구덕 구장) 서군 승리 - 서군 6 : 2 동군
- 1986년 - 단일 경기로 전환 이후 첫 올스타전 (6월 15일 서울 잠실 구장) 서군 승리 - 동군 2 : 6 서군
- 1987년 - 부산 사직 구장 개장 이후 첫 올스타전(7월 5일 부산 사직 구장) 동군 승리 - 서군 3 : 4 동군
- 1988년 - (6월 19일 서울 잠실 구장) 동군 승리 - 동군 9 : 8 서군
- 1989년 - (7월 2일 부산 사직 구장) 동군 승리 - 서군 0 : 1 동군
- 1990년 - (7월 1일 서울 잠실 구장) 동군 승리 - 동군 4 : 3 서군

### 1991년 ~ 2000년
- 1991년 - 8개 구단 체제 이후 첫 올스타전 (6월 23일 부산 사직 구장) 동군 승리 - 서군 6 : 10 동군
- 1992년 - (6월 21일 서울 잠실 구장) 서군 승리 - 동군 2 : 10 서군
- 1993년 - (7월 4일 부산 사직 구장) 서군 승리 - 서군 7 : 2 동군
- 1994년 - (7월 17일 서울 잠실 구장) 동군 승리 - 동군 3 : 2 서군
- 1995년 - (7월 14일 부산 사직 구장) 서군 승리 - 서군 5 : 1 동군
- 1996년 - (7월 23일 서울 잠실 구장) 동군 승리 - 동군 4 : 0 서군
- 1997년 - 1983년 1차전 이후 14년만에 대구 구장에서 개최함. (7월 8일 대구 구장) 서군 승리 - 서군 6 : 5 동군
- 1998년 - 1985년 2차전 이후 13년만에 광주 무등 구장에서 개최함. 더불어 올스타전 최초로 메인스폰서 도입 (대회명 : '98프로야구 코카콜라 올스타전)(7월 8일 광주 무등 구장) 동군 승리 - 동군 8 : 2 서군
- 1999년 - 양대리그 시행으로 팀명이 매직리그 VS 드림리그로 나뉘어짐, 그와 동시에 수원 구장 개장 이후 첫 올스타전, 메인스폰서는 SK텔레콤 (대회명 : '99프로야구 스피드011 올스타전)(7월 14일 수원 구장) 드림리그 승리 - 매직리그 5 : 9 드림리그
- 2000년 - 1985년 이후 15년 만에 2연전 시행, 마산 구장과 제주 오라 구장 개장 이후 첫 올스타전, 1승 1무로 드림리그 우승
  - 1차전 (7월 21일 마산 구장) 무승부 - 드림리그 6 : 6 매직리그
  - 2차전 (7월 23일 제주 오라 구장) 드림리그 승리 - 매직리그 4 : 5 드림리그

### 2001년 ~ 2010년
- 2001년 - 단일리그 재전환 이후 첫 올스타전 동시에 이틀간 진행한 첫 대회이기도 함. (7월 17일 서울 잠실 구장) 동군 승리 - 동군 6 : 2 서군
- 2002년 - 인천 문학 구장 개장 이후 첫 올스타전 (7월 17일 인천 문학 구장) 서군 승리 - 서군 3 : 1 동군
- 2003년 - 1984년 2차전 이후 19년만에 대전 구장에서 개최됨. (7월 17일 대전 구장) 서군 승리 - 동군 4 : 9 서군
- 2004년 - 1995년 이후 9년만에 사직 구장에서 개최됨. (7월 17일 부산 사직 구장) 동군 승리 - 서군 3 : 7 동군
- 2005년 - (7월 16일 인천 문학 구장) 서군 승리 - 서군 6 : 5 동군
- 2006년 - (7월 22일 서울 잠실 구장) 동군 승리 - 서군 1 : 6 동군
- 2007년 - 마지막 제헌절 휴일 올스타전 (7월 17일 부산 사직 구장) 동군 승리 - 동군 6 : 3 서군
- 2008년 - 인천 문학 구장 (8월 3일 인천 문학 구장) 동군 승리 - 서군 4 : 11 동군
- 2009년 - 1998년 이후 11년만에 광주 무등 구장 개최됨. 아울러서 팀명도 한글명인 동군, 서군에서 영문명인 이스턴 올스타, 웨스턴 올스타라는 이름으로 변경됨. (7월 25일 광주 무등 구장) 웨스턴 승리 - 이스턴 3 : 7 웨스턴
- 2010년 - 1997년 이후 13년만에 대구 구장 개최됨. (7월 24일 대구 구장) 이스턴 승리 - 웨스턴 8 : 9 이스턴

### 2011년 ~
- 2011년 - (7월 23일 서울 잠실 구장) 웨스턴 승리 - 이스턴 4 : 5 웨스턴 (10회 승부치기)
- 2012년 - 2003년 이후 9년 만에 대전 구장에서 개최됨. (7월 21일 대전 구장) 이스턴 승리 - 웨스턴 2 : 5 이스턴
- 2013년 - 9개 구단 체제와 동시에 포항 구장 개장 이후 첫 올스타전 (7월 19일 포항 구장) 이스턴 승리 - 이스턴 4 : 2 웨스턴
- 2014년 - 광주 KIA 챔피언스 필드 개장 이후 첫 올스타전 (7월 18일 광주 KIA 챔피언스 필드) 웨스턴 승리 - 웨스턴 13 : 2 이스턴
- 2015년 - 10개 구단 체제이후 처음 개최되는 대회임 이와 더불어 구,수원 구장 시절인 1999년 이후 16년만에 수원 KT 위즈 파크에서 개최됨. 동시에 팀명도 이스턴, 웨스턴에서 드림 올스타, 나눔 올스타라는 이름으로 변경됨. (7월 18일 수원 KT 위즈 파크) 드림 올스타 승리 - 드림 6 : 3 나눔
- 2016년 - 고척 스카이 돔 개장 이후 첫 올스타전 (7월 16일 서울 고척 스카이돔) 드림 올스타 승리 - 나눔 4 : 8 드림
- 2017년 - 대구 삼성 라이온즈 파크 개장 이후 첫 올스타전 (7월 15일 대구 삼성 라이온즈 파크) 드림 올스타 승리 - 드림 13 : 8 나눔
- 2018년 - 울산 문수 야구장 개장 이후 첫 올스타전 (7월 14일 울산 문수 야구장) 나눔 올스타 승리 -나눔 10 : 6 드림
- 2019년 - 창원NC파크 개장 이후 첫 올스타전 (7월 21일 창원nc파크) 드림 올스타 승리 -드림 9 : 7 나눔
- 2022년 - 서울 잠실 구장 (11년만에 잠실 올스타전) 나눔 올스타 승리 - 나눔 6 : 3 드림 (10회 승부치기)
- 2023년 - 사직야구장  드림 4 : 0 나눔
- 2024년 - 인천 SSG 랜더스필드 나눔 4 : 2 드림

## 미스터 올스타(올스타전 MVP)
- 1982년 김용희 (롯데 자이언츠, 동군) - 타자
- 1983년 신경식 (OB 베어스, 동군) - 타자
- 1984년 김용희 (롯데 자이언츠, 동군) - 타자
- 1985년 김시진 (삼성 라이온즈, 동군) - 투수
- 1986년 김무종 (해태 타이거즈, 서군) - 타자
- 1987년 김종모 (해태 타이거즈, 서군) - 타자
- 1988년 한대화 (해태 타이거즈, 서군) - 타자
- 1989년 허규옥 (롯데 자이언츠, 동군) - 타자
- 1990년 김민호 (롯데 자이언츠, 동군) - 타자
- 1991년 김응국 (롯데 자이언츠, 동군) - 타자
- 1992년 김성한 (해태 타이거즈, 서군) - 타자
- 1993년 이강돈 (빙그레 이글스, 서군) - 타자
- 1994년 정명원 (태평양 돌핀스, 서군) - 투수
- 1995년 정경훈 (한화 이글스, 서군) - 타자
- 1996년 김광림 (쌍방울 레이더스, 동군) - 타자
- 1997년 유지현 (LG 트윈스, 서군) - 타자
- 1998년 박정태 (롯데 자이언츠, 동군) - 타자
- 1999년 박정태 (롯데 자이언츠, 드림) - 타자
- 2000년 송지만 (한화 이글스, 매직) - 타자
- 2001년 타이론 우즈 (두산 베어스, 동군) - 타자
- 2002년 박재홍 (현대 유니콘스, 서군) - 타자
- 2003년 이종범 (KIA 타이거즈, 서군) - 타자
- 2004년 정수근 (롯데 자이언츠, 동군) - 타자
- 2005년 이대호 (롯데 자이언츠, 동군) - 타자
- 2006년 홍성흔 (두산 베어스, 동군) - 타자
- 2007년 정수근 (롯데 자이언츠, 동군) - 타자
- 2008년 이대호 (롯데 자이언츠, 동군) - 타자
- 2009년 안치홍 (KIA 타이거즈, 웨스턴) - 타자
- 2010년 홍성흔 (롯데 자이언츠, 이스턴) - 타자
- 2011년 이병규 (LG 트윈스, 웨스턴) - 타자
- 2012년 황재균 (롯데 자이언츠, 이스턴) - 타자
- 2013년 전준우 (롯데 자이언츠, 이스턴) - 타자
- 2014년 박병호 (넥센 히어로즈, 웨스턴) - 타자
- 2015년 강민호 (롯데 자이언츠, 드림) - 타자
- 2016년 민병헌 (두산 베어스, 드림) - 타자
- 2017년 최정 (SK 와이번스, 드림) - 타자
- 2018년 김하성 (넥센 히어로즈, 나눔) - 타자
- 2019년 한유섬 (SK 와이번스, 드림) - 타자
- 2022년 정은원 (한화 이글스, 나눔) - 타자
- 2023년 채은성 (한화 이글스, 나눔) -  타자
- 2024년 최형우 (KIA 타이거즈, 나눔) - 타자
- 2025년 박동원 (LG 트윈스, 나눔) - 타자

### 구단별 미스터 올스타(올스타전 MVP) 수상횟수
- 15회 - 롯데 자이언츠 (1982, 1984, 1989, 1990, 1991, 1998, 1999, 2004, 2005, 2007, 2008, 2010, 2012, 2013, 2015)
- 7회 - KIA 타이거즈 (1986, 1987, 1988, 1992, 2003, 2009, 2024)
- 5회 - 한화 이글스 (1993, 1995, 2000, 2022, 2023)
- 4회 - 두산 베어스 (1983, 2001, 2006, 2016)
- 2회 - LG 트윈스 (1997, 2011), 현대 유니콘스 (1994, 2002), 키움 히어로즈 (2014, 2018), SK 와이번스 (2017, 2019)
- 1회 - 삼성 라이온즈 (1985), 쌍방울 레이더스 (1996) NC 다이노스 (2020)

## 홈런 레이스
홈런 레이스는 올스타전 직전에 진행되는 일종의 미니 대회로, 1993년부터 시작되었다. 2015년을 기준으로 이 대회에는 인터파크에서 후원하고 있으며, 우승시에는 별도의 상금이 지급된다. 2012년까지는 올스타전 중간에 실시되었으나 2013년부터 올스타전 이전으로 바뀌었다.
경기 진행방식은 2009년 기준으로 각 선수들마다 아웃카운트가 7개씩 지급되며, 선수별로 각 한번씩만의 기회가 주어진다. 파울이 선언되거나 타구가 뻗지 못하고 경기장 내부에 떨어지면 아웃카운트가 하나씩 추가되는 형태이며, 투수가 던진 공을 치지 않고 그대로 흘려보내는 경우는 아웃카운트가 추가되지 않는다. 먼저 예선전에서 가장 많은 홈런 기능을 기록한 선수 가운데 2명이 결선 대결에 진출하게 되며, 이 선수들에 한해 아웃카운트를 각 10개씩 지급하여 한번씩만의 기회가 주어지게 된다. 이 가운데 홈런을 가장 많이 기록한 선수가 우승하게 되며, 여기서도 승부가 결정 나지 않을 경우 타격 1회씩 번갈아가며 재대결을 하게하여 최종 우승자를 가려낸다. 1993년 양준혁이 초대 우승을 차지했으며 최다 횟수는 3회로 한화 이글스 김태균, SK 와이번스 박재홍, 삼성 라이온즈 양준혁이다.

### 역대 홈런레이스 우승자
- 1993년(사직) 양준혁(삼성 라이온즈) - 10회 타격 5홈런(비고-최초)
- 1994년(잠실) 김기태(쌍방울 레이더스) - 10회 타격 3홈런
- 1995년(사직) 마해영(롯데 자이언츠) - 10회 타격 6홈런
- 1996년(잠실) 심재학(LG 트윈스) - 10회 타격 2홈런 (비고 - 연장전 우승)
- 1997년(대구) 박재홍(현대 유니콘스) - 5아웃 2홈런
- 1998년(광주) 양준혁(삼성 라이온즈) - 10회 타격 5홈런
- 1999년(수원) 박재홍(현대 유니콘스) - 11회 타격 4홈런
- 2000년(마산, 제주) 타이론 우즈(두산 베어스) - 10아웃 9홈런 (비고 - 내,외국인 홈런레이스 승자끼리 결승전. 내국인 승자는 심정수, 이승엽)
- 2001년(잠실) 양준혁(LG 트윈스) - 7아웃 4홈런 (비고 - 연장전 우승)
- 2002년(문학) 틸슨 브리또(삼성 라이온즈) - 5아웃 2홈런
- 2003년(대전) 김동주(두산 베어스) - 10아웃 5홈런
- 2004년(사직) 박용택(LG 트윈스) - 7아웃 4홈런
- 2005년(문학) 김태균(한화 이글스) - 7아웃 5홈런
- 2006년(잠실) 이택근(현대 유니콘스) - 10아웃 1홈런
- 2007년(사직) 김태균(한화 이글스) - 10아웃 9홈런
- 2008년(문학) 박재홍(SK 와이번스) - 7아웃 7홈런 (비고 - 월드 홈런레이스)
- 2009년(광주) 이대호(롯데 자이언츠) - 10아웃 5홈런
- 2010년(대구) 김현수(두산 베어스) - 7아웃 10홈런 (비고 - 역대 홈런레이스 결승 사상 최다 홈런)
- 2011년(잠실) 박정권(SK 와이번스) - 10아웃 7홈런 (비고 - 예선에서는 7아웃 6홈런을 기록)
- 2012년(대전) 김태균(한화 이글스) - 10아웃 6홈런 (비고 - 예선에서는 14개 홈런으로 예선부문 신기록)
- 2013년(포항) 이승엽(삼성 라이온즈) - 10아웃 6홈런
- 2014년(광주) 김현수 (두산 베어스) - 10아웃 14홈런 (비고 - 자신의 역대 홈런레이스 결승 사상 최다 홈런 보유 기록 갱신)
- 2015년(수원) 황재균(롯데 자이언츠) - 10아웃 11홈런
- 2016년(고척) 히메네스(LG 트윈스) - 10아웃 5홈런
- 2017년(대구) 윌린 로사리오(한화 이글스) - 10아웃 8홈런
- 2018년(울산) 이대호(롯데 자이언츠) - 10아웃 3홈런 (동점으로 연장전 1홈런으로 우승)
- 2019년(창원) 제이미 로맥(SK 와이번스) - 10아웃 7홈런
- 2024년(문학) 오스틴 딘(LG 트윈스) - 10아웃 4홈런(동점으로 연장전 1홈런으로 우승)

## 번트왕
번트왕은 올스타전 직전에 진행되는 일종의 미니 대회로, 2012년부터 시작되었다. 2012년을 기준으로 이 대회에는 G마켓이 후원하고 있으며, 우승시에는 별도의 상금이 지급된다.
경기 진행방식은 2012년 기준으로 각 선수들마다 4번씩 번트를 대서 총점이 높은 선수가 우승을 차지한다. 2016년에는 드림 올스타와 나눔 올스타가 팀을 이루어 6번의 기회 동안 더 많은 점수를 얻는 팀이 우승을 차지한다.

### 역대 번트왕 우승자
- 2012년(대전) 이용규(KIA 타이거즈) - 10점
- 2013년(포항) 신본기(롯데 자이언츠) - 2점
- 2014년(광주) 손아섭 (롯데 자이언츠) - 13점
- 2015년(수원) 이용규(한화 이글스) - 16점
- 2016년(고척) 드림 올스타(메릴 켈리, 심창민, 허경민, 김문호, 박경수)

## 퍼펙트 피처
퍼펙트 피처는 올스타전 직전에 진행되는 일종의 미니 대회로, 2013년부터 시작되었다. 2013년을 기준으로 이 대회에는 한국야쿠르트가 후원하고 있으며, 우승시에는 별도의 상금이 지급된다.
경기 진행방식은 2013년 기준으로 각 선수들마다 1분내에 20개의 공을 던져 방망이를 쓰러뜨려 총 점수가 높은 선수가 우승을 차지한다.
2016년에는 시간 제한 없이 각 선수들마다 10개의 공을 던져 방망이를 쓰러뜨려 총 점수가 높은 선수가 우승을 차지한다.

### 역대 우승자
- 2013년(포항) 오승환(삼성 라이온즈) - 3점
- 2014년(광주) 이동현 (LG 트윈스) - 8점
- 2015년(수원) 안지만(삼성 라이온즈) - 5점
- 2016년(고척) 오재원(두산 베어스) - 9점
- 2017년(대구) 이현승 (두산 베어스)
- 2018년(울산) 양의지 (두산 베어스)
- 2019년(창원) 에릭 요키시 (키움 히어로즈)

## 퍼펙트 히터
퍼펙트히터는 올스타경기전 기존의 번트왕을 없애고 새로 도입한 이벤트 행사다. 내야3개 외야3개의 현수막을 맞추면 되는 게임이다. 배점은 내야1점 외야2점이다.

### 역대 퍼펙트 히터 우승자
- 2017년(대구) 김윤동 (KIA 타이거즈)
- 2018년(울산) 김하성 (넥센 히어로즈)

## 슈퍼 레이스
슈퍼레이스는 올스타전 직전에 진행되는 일종의 미니 대회로, 2019년부터 시작되었다. 선수들과 야구팬, 마스코트가 팀을 구성해 우승팀을 가리게 되는 슈퍼레이스는 각 구단 별 올스타 선수 2명, 사연 공모를 통해 선정된 야구팬 3명, 그리고 마스코트가 한 팀을 구성하게 된다. 그라운드에 설치된 6개의 장애물 코스(낙하산 레이스, 점핑 디딤돌, 터널 탈출, 오뚜기 허들, 고지 탈환, 퍼펙트피처)를 통과하는 경주 이벤트인 슈퍼레이스는 토너먼트제로 진행된다.

### 역대 슈퍼레이스 우승팀
- 2019년(창원) 키움 히어로즈 (이정후, 제리 샌즈)

## 기록
- 출장: 1982년 김준환 (해태) 외 다수 (3)
- 타석: 1982년 윤동균 (OB), 1982년 김용희 (롯데) (14)
- 타수: 1982년 김용희 (롯데), 1985년 김일권 (해태), 1985년 신경식 (OB) (13)
- 득점: 1985년 장효조 (삼성) (5)
- 안타: 1985년 장효조 (삼성), 1985년 신경식 (OB) (7)
- 2루타: 2019년 한유섬 (SK) (4)
- 3루타: 1983년 장효조 (삼성) 외 다수 (1)
- 홈런: 1982년 김용철 (롯데), 1982년 김용희 (롯데), 2000년 심정수 (두산), 2000년 송지만 (한화) (3)
- 루타: 2000년 송지만 (한화) (16)
- 타점: 1982년 김용희 (롯데) (7)
- 도루: 1986년 이광은 (MBC), 2001년 양준혁 (LG) (3)
- 볼넷: 1982년 윤동균 (OB), 1985년 이광은 (MBC) (4)
- 사구: 1984년 이만수 (삼성) (2)
- 고의4구: 2010년 진갑용 (삼성), 2023년 김민석 (롯데) (1)
- 희생타: 1982년 구천서 (OB), 1995년 김성갑 (태평양) (1)
- 희생플라이: 1982년 김용운 (MBC) 외 다수 (1)
- 타율: 2001년 우즈 (두산) 외 다수 (1.000)
- 출루율: 2001년 우즈 (두산) 외 다수 (1.000)
- 장타율: 1990년 김상호 (OB), 2003년 김태균 (한화), 2009년 황재균 (히어로즈), 2009년 최승환 (두산) (4.000)
- OPS: 2003년 김태균 (한화), 2009년 황재균 (히어로즈), 2009년 최승환 (두산) (5.000)
- 타석 당 볼넷: 2016년 이대형 (kt), 2019년 민병헌 (롯데) (100%)
- 삼진 대비 볼넷: 2016년 권희동 (NC), 2019년 로하스 (kt) (2)
- 순장타율: 2016년 민병헌 (두산) (2.333)
- 순출루율: 2017년 모창민 (NC) 외 다수(0.500)
- BABIP: 2013년 박진만 (SK) 외 다수 (1.000)
- 컨택률: 2013년 이병규 (LG) 외 다수 (100%)
- 평균자책점: 1993년 선동열 (해태) 외 다수 (0.00)
- 선발등판: 1983년 장명부 (삼미), 1984년 하기룡 (MBC), 2000년 정민태 (현대) (2)
- 다승: 1990년 김청수 (롯데) 외 다수 (1)
- 세이브: 2007년 오승환 (삼성) 외 다수 (1)
- 홀드: 2013년 이재학 (NC) 외 다수 (1)
- 이닝: 1982년 박철순 (OB) (8.2)
- 상대한 타자 수: 1982년 유종겸 (MBC) (41)
- 상대 타수: 1982년 박철순 (OB) (34)
- 탈삼진: 1982년 박철순 (OB), 1984년 김시진 (삼성), 1985년 장명부 (청보), 1985년 김시진 (삼성) (5)
- 투구 수: 1982년 유종겸 (MBC) (155)
- 이닝 당 출루허용률: 2019년 알칸타라 (kt) 외 다수 (0.00)
- 피안타율: 1995년 선동열 (해태) 외 다수 (0.000)
- 피출루율: 2015년 박정진 (한화) 외 다수 (0.000)
- 피장타율: 2018년 서균 (한화) 외 다수 (0.000)
- 피OPS: 2010년 양현종 (KIA) 외 다수 (0.000)
- 9이닝 당 탈삼진: 2018년 샘슨 (한화) 외 다수 (27)
- 볼넷 대비 탈삼진: 2018년 김윤동 (KIA) (3)
- 피BABIP: 2014년 어센시오 (KIA) 외 다수 (0.000)